# Les Poissons noirs
Les Poissons noirs est un tableau (33 x 55 cm) peint par Georges Braque en 1942. Cette huile sur toile est une nature morte représentant des poissons noirs sur une table. Elle est conservée au musée national d'Art moderne, à Paris depuis que l'artiste en a fait don à ce musée. Sa reproduction n'étant pas autorisée aucune image ne peut être fournie sur ce site.
Une référence à ce tableau est faite par Louis Aragon dans son poème Les Noyés (publié dans Poésie 47, n°39, mai 1947).